# Майалап
Майала́п (каз. Майалап) — село у складі Костанайського району Костанайської області Казахстану. Входить до складу Надеждинського сільського округу.
Населення — 62 особи (2021; 65 у 2009, 234 у 1999, 265 у 1989).